# Atanus lobatus
Atanus lobatus är en insektsart som beskrevs av Henry Fairfield Osborn 1923. Atanus lobatus ingår i släktet Atanus och familjen dvärgstritar. Inga underarter finns listade i Catalogue of Life.